# Bernhard Küster
Bernhard Küster (auch Bernhard Kuster; geboren 1967 in Remscheid) ist ein deutscher Biochemiker und Ordinarius für Proteomik und Bioanalytik an der Technischen Universität München.

## Leben und Wirken
Bernhard Küster machte 1987 das Abitur am Wilhelm Conrad Röntgen-Gymnasium in Remscheid und diente danach bis 1988 bei der Bundeswehr. Von 1988 bis 1994 studierte er Chemie an der Universität Köln und schloss das Studium mit dem Diplom ab. Danach wechselte er ins Vereinigte Königreich nach Oxford und wurde dort 1997 an der University of Oxford zum Ph.D. promoviert.
Bis 2000 war er als Postdoktorand am European Molecular Biology Laboratory in Heidelberg und an der University of Southern Denmark im dänischen Odense. Von 2000 bis 2007 war er Vizepräsident für „Analytical Sciences and Informatics“ bei der Firma Cellzome AG (nun ein Teil von GlaxoSmithKline) in Heidelberg.
Seit 2007 ist er Professor und Ordinarius für „Proteomik and Bioanalytik“ an der TU München und zwar an der TUM School of Life Sciences auf dem Campus Freising-Weihenstephan. Dort ist er seit 2009 auch Vorstand des Departments für Biowissenschaften der TU München.
Seit Juni 2014 ist er Mitbegründer der Biotech-Firma „OmicScouts“.
Im Oktober 2020 wurde er zum Prodekan für Informationsmanagement der TUM School of Life Sciences (ehemals Wissenschaftszentrum Weihenstephan) berufen.

## Forschungen

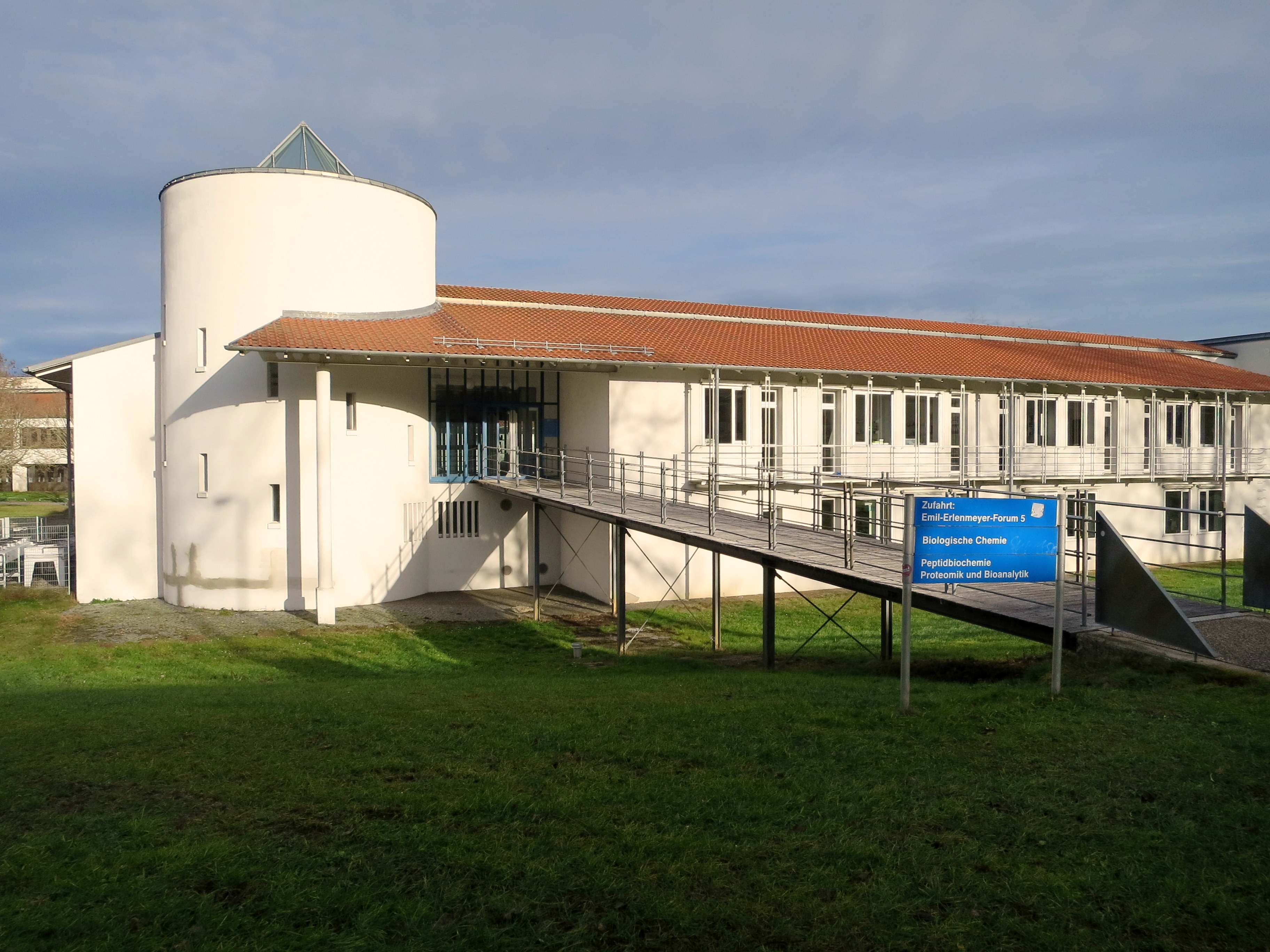
Sitz des Lehrstuhls für Proteomik und Bioanalytik

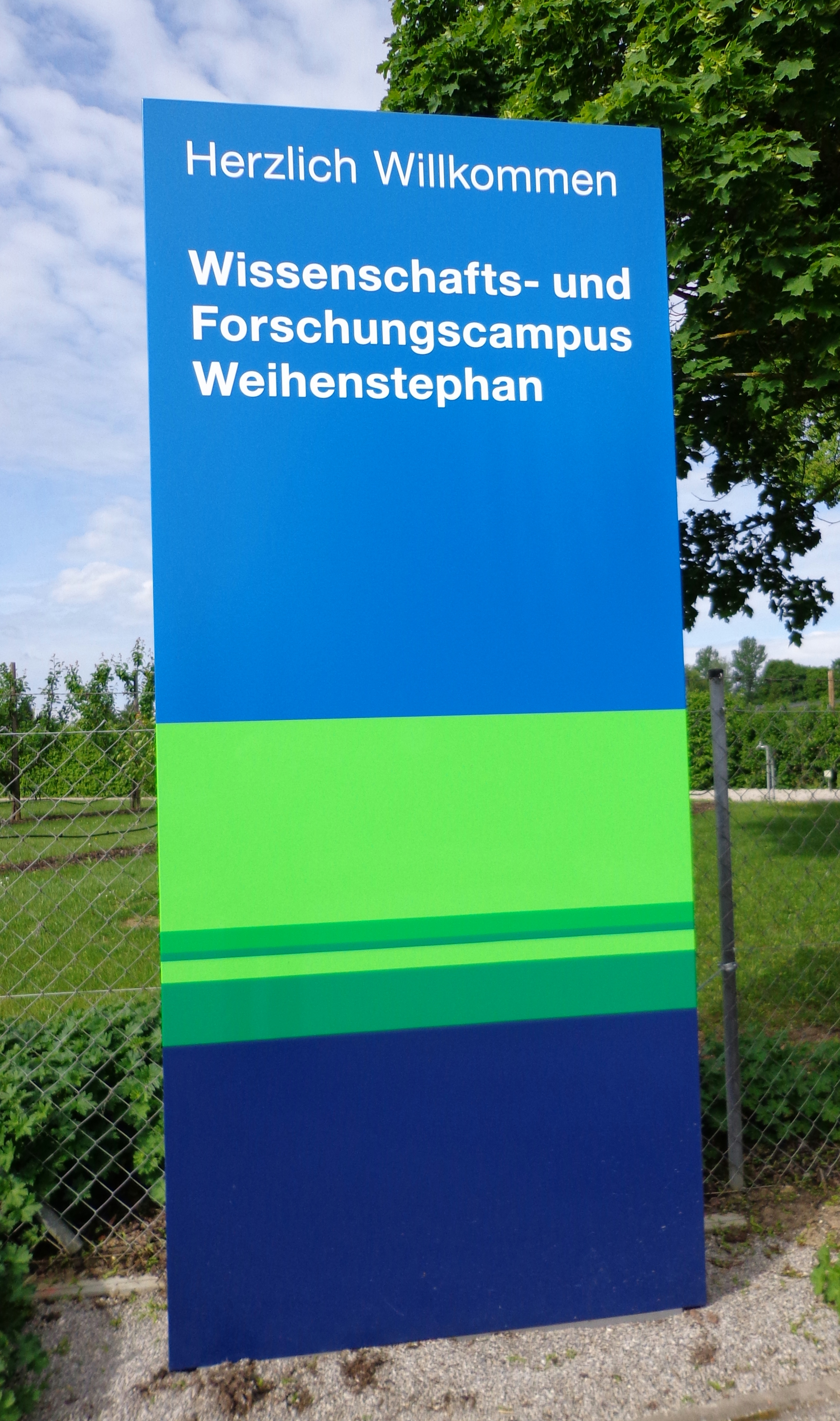
Tafel an der Grenze zum Campus

### Vielfältige Forschungsaufgaben des Teams
Als „Ordinarius“ leitet er seit September 2007 ein internationales Forscherteam, das den Fokus auf Proteomik und chemische Biologie gerichtet hat.
Er koordiniert das „ProteomeTools-Projekt“, ist leitender Forscher beim Excellence Cluster Center for Integrated Protein Science Munich (CIPSM), beim Deutschen Konsortium für Translationale Krebsforschung (DKTK) und beim „Collaborative Research Center“ SFB 924 (englisches Ziel: molecular mechanisms regulating yield and yield stability in plants). Weiterhin ist er Ko-Direktor beim Bavarian Biomolecular Mass Spectrometry Center (BayBioMS), das auch auf dem Campus angesiedelt ist.

### Technologien
Küster forscht zusammen mit seinem Team unter Anwendung verschiedener Technologien, wie zum Beispiel der Massenspektrometrie sowie biochemischer, chemischer und zellbiologischen Verfahren. Dabei ist es unumgänglich, dass sie durch eine spezielle IT-Infrastruktur unterstützt werden.

### Unterstützung durch Datenbanken
Die Datenbank ProteomicsDB ist das sogenannte „Flaggschiff“ des Lehrstuhls, ein Verbundprojekt der Technischen Universität München und der Firma SAP. Es hat die Aufgabe, die Identifikation des menschlichen Proteoms zu beschleunigen und seine Anwendung für die gesamte Wissenschaftsgemeinschaft schneller möglich zu machen.
Das ProteomeTools Projekt ist ein Verbundprojekt der Technischen Universität München, der Firma „JPT Peptide Technologies“ sowie von SAP und Thermo Fisher Scientific. Es hat die Aufgabe, das menschliche Proteom zu nutzen, um molekulare and digitale Werkzeuge zur Entdeckung von Arzneien, zur Entwicklung von personalisierter Medizin und für Forschungen im Bereich Lebenswissenschaften zu ermöglichen.

### Beteiligung am Center for Integrated Protein Science Munich (CIPSM)
Die Wissenschaftler des CIPSM-Clusters erforschen die Eigenschaften von Proteinen und ihrer Netzwerke in einem umfassenden Ansatz unter Einbeziehung genetischer, (bio)chemischer und (bio)physikalischer Methoden. Das tiefere Verständnis der Eigenschaften und Funktionen der Proteine gibt Aufschluss über ihr biologisches Zusammenspiel, die Ursachen schwerwiegender Krankheiten und neue Therapieansätze.
Mit zahlreichen neuen Erkenntnissen zur Synthese, zum dreidimensionalen Aufbau und zum Zusammenspiel der Proteine nimmt dieser Cluster heute eine internationale Führungsrolle in der Proteinforschung ein. Künftig sollen verstärkt die Wechselwirkungen von Proteinen in ihren Netzwerkbeziehungen und die therapeutischen Einsatzmöglichkeiten erforscht werden.
Am Forschungszentrum beteiligt sind die LMU München, die TUM, das Max-Planck-Institut für Biochemie und das Helmholtz Zentrum München.

### Forschungsergebnis – Karten des menschlichen Proteoms
Ein entscheidender Fortschritt wurde wie folgt beschrieben:
„Eine Gruppe der TUM um Prof. Bernhard Küster hat im Mai 2014 zeitgleich mit einer Gruppe von US-Forschern eine der beiden ersten wirklich umfassenden Karten des menschlichen Proteoms vorgelegt – der Gesamtheit aller Proteine, die unser Körper bilden kann. Gene liefern den Bauplan für Proteine und die Münchener haben den Nachweis für 92 % oder 18.097 der aus dem menschlichen Genom abgeleiteten Eiweißgrundformen erbracht. Diese Grundformen sind allerdings erst der Anfang, da Menschen über eine Vielzahl von Mechanismen verfügen, um Proteine verschiedenen Bedürfnissen entsprechend abzuwandeln. Dennoch konnten die Forscher bereits eine Reihe fundamentaler Erkenntnisse aus den vorliegenden Proteinkarten gewinnen. So wurden offensichtlich hunderte Gene im Lauf der Evolution stillgelegt, da für sie keine Proteine mehr zu finden sind. Gleichzeitig scheinen neue Proteine im Entstehen begriffen zu sein, die bislang gänzlich unbekannt waren.
Die Arbeit wurde vor allem durch zwei methodische Fortschritte möglich: Zum einen erlaubt die Massenspektrometrie heute Spezialisten, binnen weniger Tage das Proteom menschlicher Gewebe zu analysieren und dies zu Kosten von wenigen 1.000 Euro. Zum anderen ermöglicht eine von der Küster-Gruppe zusammen mit der Firma SAP entwickelte Datenbank der internationalen Forschergemeinschaft, ihre bislang in vielen Einzeldateien verstreuten Analyseergebnisse zusammenzutragen und gemeinschaftlich auszuwerten.
Im Fokus steht auch der medizinische Nutzen. So konnten Bernhard Küster und sein Team anhand ihrer Daten bereits die Wirksamkeit von Medikamenten aus dem Proteinprofil von Krebszellen vorhersagen. Langfristig wollen die Forscher über das biologische Verständnis des Proteoms und des Genoms die personalisierte und zielgerichtete Therapie von Patienten weiter voranbringen.“

## Publikationen
- Lebenslauf und Publikationsliste auf der Website des Lehrstuhls für Proteomik und Bioanalytik abgerufen am 28. April 2025

## Auszeichnungen und Aktivitäten

### Preise und Auszeichnungen
- 2021 wurde Bernhard Küster als Mitglied in die Nationale Akademie der Wissenschaften Leopoldina aufgenommen[11]
- Heinz-Maier-Leibnitz-Preis, Technische Universität München (2014)
- Mattauch-Herzog-Promotionspreis für die Dissertation (1997) „Studies towards the sequencing of oligosaccharides by mass spectrometry“ erstellt am „Glycobiology Institute der University of Oxford“ (United Kingdom)
- Mitgliedschaft in der „European Molecular Biology Organisation“ (EMBO) von 1997 bis 1999

### Forschungsgruppen
- Leitender Wissenschaftler des von der DFG geförderten „Excellence Clusters“ CIPSM (Center for Integrated Protein Science Munich)[12]
- Leitender Wissenschaftler des vom BMBF geförderten „German Center for Translational Cancer“

### Berufliche und gesellschaftliche Aktivitäten
- Mit-Organisator der „Summer School Advanced Proteomics“.[13]
- Mit-Herausgeber der Online-Zeitschrift „Molecular and Cellular Proteomics“.[14]